# کوه آلاسکا
کوه آلاسکا (به انگلیسی: Alaska Mountain) یک کوه در ایالات متحده آمریکا است که در شهرستان کیتیتاس، واشینگتن واقع شده‌است. کوه آلاسکا ۱٬۷۵۱٫۱ متر بالاتر از سطح دریا واقع شده‌است.